# 토레 안드레 플로
토레 안드레 플로(Tore André Flo, 1973년 6월 15일, 송노피오라네주 플로 ~)는 은퇴한 노르웨이의 축구 스트라이커이자 현 축구 지도자로 현재 송달 포트발의 감독직을 맡고 있다.
그는 노르웨이를 대표로 76경기에 출전하여 23골을 득점하였고, 1998년 FIFA 월드컵과 UEFA 유로 2000에서 자국을 대표로 출전하였고, 1998년 월드컵 당시 2-1로 이긴 브라질전에서 노르웨이의 첫골을 득점하여 조국의 16강 진출에 큰 공을 세웠다.
현역 시절, 그는 티펠리겐의 송달, 트롬쇠, 그리고 브란에서 활약하다가 첼시로 이적하면서 해외에서 활약하기 시작하였다. 잉글랜드 클럽에서 성공을 거둔 그는 £12M의 이적료에 레인저스로 매각되면서 노르웨이인 선수로는 역대 최고 몸값을 가진 선수가 되었다. 플로는 이후 선덜랜드, 시에나, 볼레렌가, 그리고 리즈 유나이티드에서 활약하다가 2008년 3월에 현역 은퇴를 선언하였다. 그는 이후 두 차례 은퇴를 번복하였고, 2008년 11월에 밀턴케인스 던스에서, 2011년 3월에 송달에서 활약하였다. 2012년 8월, 그는 3번째로 현역 은퇴 선언을 하였다. 그는 이후 첼시에 재합류하였고, 현재 이 팀의 코칭스태프로 활약하고 있다.
플로는 송노피오라네주 스트린의 작은 마을인 플로 출신이다. 그는 축구 가문 출신이며 그의 형 요스테인 플로와 사촌형 호바르 플로 또한 노르웨이 국가대표로 활약하였다.

## 클럽 경력

### 송달
플로는 인근의 아마추어 클럽인 스트린에서 축구를 시작하였다. 1993년, 그는 송달로 이적하여 그의 형들인 요스테인과 야를 플로와 한팀이 되었다. 토레 안드레 플로는 1994년 4월 17일, 트롬쇠와의 경기에서 티펠리겐 데뷔전을 치르었다. 1994년, 송달이 티펠리겐에서 강등되자, 플로는 트롬쇠로 이적하였다.

### 트롬쇠
트롬쇠에서, 플로는 성공을 거두었다. 그는 1995년 시즌에 18골을 득점하여 팀내 득점 1위에 올랐다. 플로는 이 시즌의 활약에 힘입어 노르웨이 국가대표팀 데뷔전을 치르게 되었다.

### 브란
플로는 1996년에 브란에서 활약하기 위하여 베르겐으로 이주하였다. 그는 계속해서 훌륭한 솜씨를 뽐내며, 이곳에서 28골을 득점하였다. 브란에서 활약하는 동안, 플로는 논란의 여지없는 노르웨이 최고의 공격수가 되었다.
그러나, 1997년 시즌의 전반기에, 그는 논란의 상황에 첼시와의 이적 합의를 보면서, 대부분의 브란 팬들은 플로가 벌써 정신이 새 클럽에 팔려 큰 성공을 거두지 못하였다고 판단되었다. 그러나, 그는 첼시로 이적하기 전에 펼쳐진 브란 고별전에서 해트트릭을 기록하였다.

### 첼시
1997년 여름, 플로는 잉글랜드 프리미어리그 클럽 첼시에 의해 £300,000이라는 비교적 저렴한 가격에 영입되었다. 플로는 연말에 보스만 룰의 적용 대상이 됨에 따라 비교적 저렴한 가격에 이적할 수 있었다. 에버턴은 이 선수를 영입하기 위해 10배의 이적료를 제의하였으나, 조 로일 당시 에버턴 감독은 이적 협상을 위한 중역 회의에서 빠졌으며, 얼마 지나지 않아 사임하였다. 또한, 재정적 위기에 빠진 대표적인 클럽인 브란은 신사협정에 따라 보스만 상태로 이적하지 말았어야 했다고 주장하였다.
플로는 2-3으로 패한 코번트리 시티전에서 첼시 데뷔전을 치르었고, 데뷔골을 득점하였다. 그는 첼시 데뷔 시즌에 15골을 득점하였으며, 이 중 6-1 대승을 거둔 토트넘 홋스퍼와의 화이트 하트 레인 원정 경기에서는 해트트릭을 득점하였고, 6-2로 이긴 크리스털 팰리스전에서는 2골을 득점하였으며, 첼시는 이 시즌의 프리미어리그를 4위로 마쳤으며, 풋볼 리그 컵을 우승하였고, UEFA 컵위너스컵을 우승하였다. 후자의 대회에서 플로는 레알 베티스와의 8강 원정 경기에서 멀티골을 득점하며 원정 다득점에 따라 다음 라운드로 진출할 수 있게 하였다.
다음 시즌, 첼시는 타이틀 경쟁에 뛰어들었고, 플로는 리그에서 10골을 득점하였으나, 이탈리아 공격수 피에를루이지 카시라기의 영입에 따라 잔루카 비알리 감독의 로테이션 정책으로 인해 출전 기회가 제한받았다. 첼시는 이 시즌을 3위로 마감하면서, 클럽 역사상 처음으로 UEFA 챔피언스리그 진출에 성공하였다. 플로는 1999-2000 시즌동안 19골을 득점하면서, 첼시의 시즌 득점 1위에 이름을 올렸고, 클럽이 FA컵을 우승하고, 바르셀로나와의 스탬퍼드 브리지 홈경기에서 멀티골을 득점하여 3-1 승리를 견인한 챔피언스리그 8강전에 진출하는데 중요한 역할을 하였다. 그는 바르셀로나와의 캄 노우 2차전에서도 득점하였으나, 팀은 결국 1-5로 패하였다. (정규 시간에 1-3으로 종료되었으며, 첼시는 연장전에서 2골을 더 실점하였다.) 2000-01 시즌 초, 첼시는 지미 플로이드 하셀바잉크와 에이뒤르 그뷔드요흔센을 영입하였고, 3-3으로 비긴 맨체스터 유나이티드 원정 경기에서 멀티골을 득점하고 1어시스트를 적립하였으나, 그는 교체요원으로 강등되었고, 그는 이적을 요청하였다. 그는 첼시 소속으로 163경기를 출전 (69경기를 교체 출전) 하였고, 50골을 득점하였다.

### 레인저스
2000년 11월, 플로는 스코틀랜드 프리미어리그 클럽 레인저스로 £12M의 기록적인 가격에 이적하면서, 그는 노르웨이 역사상 최고 몸값을 가진 선수이자, 최고 몸값의 SPL 선수이자 레인저스의 선수가 되었다.
플로는 레인저스의 원수지간인 셀틱과의 데뷔전에서 데뷔골을 득점하여 5-1 승리에 일조하였고, 30번의 SPL 경기에서 18골을 득점하였다. 레인저스에서의 두 번째 시즌은 그가 스코틀랜드에 머무는 동안 최고의 시즌이었고, 그는 42경기에 출전하여 22골을 득점하였는데, 이 중 첫 번째 골은 에이르 유나이티드와의 2002년 리그 컵 결승전에서 득점하였다.

### 선더랜드
2002-03 시즌 초, 이적시장 마지막 날, 그는 선덜랜드에 매각되었다. 플로의 이적은 동료 스트라이커인 마커스 스튜어트의 이적과 동시에 발표되었고, 이 두 선수의 이적료는 합해서 £10M으로 책정되었다. 개별 이적료는 선덜랜드에 의해 공개되지 않았으나, 언론에 의하면 플로의 이적료는 £8.2M일 것으로 추측되었다. 선덜랜드는 이후 그의 이적료가 £6.75M임을 확인하였고, 그의 이적은 선덜랜드 역사상 두 번째로 비싼 이적이 되었다. 피터 리드 선덜랜드 감독은 노쇠한 나이얼 퀸을 장기간 대체할 유명 스트라이커를 영입하지 못한 것을 이유로 맹렬한 비난에 시달렸다. 스코틀랜드에서 어려움을 겪는 선수에게 상대적으로 고액의 이적료를 지불한 것과, 막판에 그를 영입한 것은 팬들, 지미 몽고메리 전 레전드를 비롯한 평론가들에 의해 플로의 이적은 막판 충동구매로 평가되었다. 그는 1-1로 비긴 맨체스터 유나이티드와의 데뷔전에서 또다시 득점에 성공하였다. 리드 감독은 선덜랜드의 전술에서 플로가 롱볼의 타겟맨으로 적합함에 따라, 베테랑 나이얼 퀸 (11월에 은퇴)의 대체자임을 확실시 하였다. 이 포지션은 그에게 적합한 자리가 아님에 따라, 그는 동료 스트라이커인 케빈 필립스와 듀오를 형성하게 되었다. 리드 감독이 10월에 경질된 후, 하워드 윌킨슨이 신임 감독이 되었고, 윌킨슨이 노르웨이인의 몸상태에 대해 의문을 던지지고, 첫 경기부터 벤치에 강등되면서, 출전 기회를 잃어 버렸다. 플로는 3월에 윌킨슨 감독이 경질될 무렵 출전 기회를 되찾는데 성공하였다. 그의 후임 믹 매카시 감독은 9번의 시즌 잔여 경기동안 풀타임 출전 기회를 주지 않았다.
선덜랜드에서의 33경기 동안, 플로는 6골 (프리미어리그에서 4골) 을 득점하는데 그쳤고, 이 중 출전한 23번의 리그 경기에서 단 11번 선발 라인업에 들었다. 선덜랜드는 디비전 1로 강등되었으며, 막대한 빚은 클럽의 주급이 높은 선수들의 매각을 불가피하게 하였다. 플로는 2003-04 시즌의 리그 컵 경기에 1경기 더 출전하였으나, 2003년 8월에 그는 자유이적으로 클럽을 떠났다.

### 시에나
플로는 2003년에 세리에 A의 승격팀 시에나로 이적하면서, 이탈리아에서 부활을 꾀하였다. 플로는 시에나에서 2시즌 간 활약하였고, 이탈리아 축구에서 성공을 거두었고, 클럽이 처음으로 1부 리그에 자리를 확고이 하는데 성공하였다. 그는 2003-04 시즌 동안 꾸준히 출전하며 8골을 득점하였고, 그의 시에나 첫 골은 9월 20일에 엠폴리와의 리그 3라운드 경기에서 기록하였다. 그 다음 골은 10월 18일 레지나전에서 기록하였다. 이후 그는 1-0으로 이긴 우디네세와의 홈경기에서 결승골을 득점하였다. 그는 2004-05 시즌 동안 17번 선발로 출전한 경기에서 5골을 득점하였고, 5번의 경기에 교체 출전하였다. 그의 두 번째 시즌이자 마지막 시즌에, 그는 피오렌티나와의 경기에서 팀의 1-0 결승골을 득점하며, 역사적인 라이벌전 첫 승리를 안겼다. 그는 11월에 이 시즌의 컵대회 준우승팀 로마와의 코파 이탈리아 경기에서 멀티골을 삽입하는 훌륭한 활약을 펼치며, 팀의 2-1 원정승을 견인하였다. 또다른 멀티골은 3-1로 이긴 키에보와의 1월 원정경기에서 기록하였고, 그는 이 시즌의 코파 이탈리아 우승팀 인테르나치오날레와의 홈경기에서 2-1로 앞서나가는 득점을 기록하였고, 경기는 2-2로 종료되었다.

### 볼레렌가
플로의 아내와 아이들은 남유럽에서의 생활에 애로를 겪었고, 그가 영국으로 복귀하기를 원하였다. 플로는 퀸즈 파크 레인저스와의 계약에 근접하였으나, 그는 노르웨이로 복귀하기로 결정하였다.
2005년 7월, 플로는 오슬로의 야심찬 클럽 볼레렌가와 계약하였다. 그의 계약은 2006년 시즌 종료까지 유효하게 되었다. 그는 볼레렌가에서 여러 차례 부상을 당하며 큰 활약을 펼치지 못하였다. 볼레렌가는 시즌 종료 후 그에게 재계약 제의를 하지 않았고, 플로가 다른 클럽으로 자유 이적할 수 있도록 하였다.

### 리즈 유나이티드
2007년 1월 3일, 리즈 유나이티드는 플로의 영입을 확정지었으며, 계약은 챔피언십의 2006-07 시즌이 종료될 때까지 유효하였다. 계약은 추후 연장할 수 있었다. 그는 주급으로 £6,000을 받았고, 득점당 £1,000을 받을 수 있었다. 첼시 시절 그의 팀동료였던 데니스 와이즈 감독은 그의 리즈 유나이티드 이적에 큰 영향을 끼쳤다. 플로는 1-3으로 패한 웨스트 브롬위치 앨비언과의 FA컵 경기에서 교체로 요크셔 주 연고의 클럽 데뷔전을 치르었다. 1주 후, 플로는 같은 클럽을 상대로 한 리그 경기에서 8분만에 헤딩골로 득점하였고, 경기는 2-3 패배로 종료되었다. 이후 부상으로 인해, 플로는 잔여 시즌 동안 활약하지 못하였다. 플로는 계약의 조항에 따라 리즈를 떠날 것으로 예상되었으나, 리즈는 2007-08 시즌 리그 1 경기에 도움을 받기 위해 플로와 기존의 1년 계약을 체결하였다. 그는 2007-08 시즌 동안 리그 경기에서 3번 득점하는데 그쳤고, 득점한 경기 모두 교체로 출전하였다. 플로는 리즈 서포터로 알려진 카이저 치프스의 지지를 받았다. 플로는 전에 리즈가 은퇴하기 전의 마지막 클럽이 될 것임을 인정하였다. 그는 리즈에서 자주 출전하지 못하며 팬들의 기대를 져버렸다는 평가를 받았다.
2008년 3월 11일, 플로는 현역 은퇴를 선언하였다.

### 밀턴케인스 던스
2008년 11월 19일, MK 뉴스는 플로가 밀턴 케인스던스와 협상을 하면서 컴백의 가능성을 열어놓았고, 성사 시 전 첼시 동료인 로베르토 디 마테오와 재회할 수 있게 되었다. 그 다음 날, 그의 이적이 확인되었으며, 11월 21일, 클럽은 플로가 시즌 종료까지 팀의 선수가 될 것임을 발표하였다. 그는 2008년 12월 6일, 스컨도프와의 경기에서 교체 투입되며 MK 던스 소속으로 첫 경기를 치르었다. 그는 뒤에서 세 번째 경기인 월솔과의 경기까지 단 한번도 선발로 출전하지 못하였다. 플로는 웸블리에서 열린 스컨도프와의 2009년 리그 1 플레이오프 결승전 경기에서 접전끝에 9번째 승부차기를 실패하는 불운을 맛보기도 했다.
2009년 5월 19일, 플로의 밀턴 케인스 던스 계약이 해지되었다.

### 송달

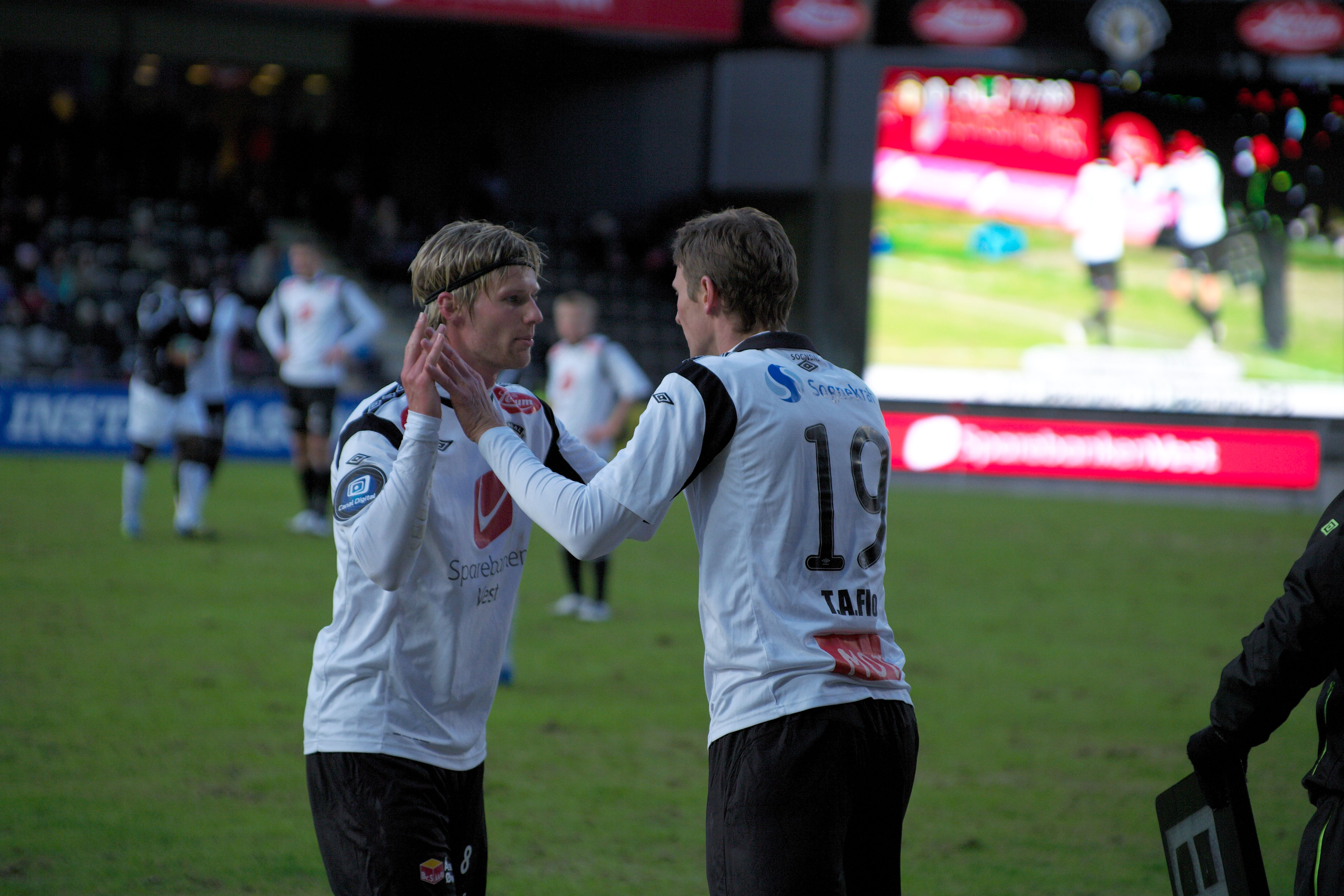
토레 안드레 플로 (오른쪽) 와 울리크 플로.

2011년, 은퇴한지 2년 만에, 플로는 승격팀인 송달에 합류하며 깜짝 복귀를 하였다. 그는 7월 30일, 로센보르그와의 경기에서 교체로 출전하며 복귀를 신고하였다. 그의 첫 선발 출전 경기이자 마지막 경기인 리그 우승팀이자 올레 군나르 솔셰르가 이끄는 몰데와의 경기에서 멀티골을 득점하며 팀의 2-1 승리를 견인하였다.

## 국가대표팀 경력
플로는 0-0으로 비긴 잉글랜드와의 데뷔전을 시작으로 총 76번의 국가대표팀 경기에 출전하였다. 그는 23골을 득점하여, 올레 군나르 솔셰르와 더불어 노르웨이 국가대표팀 역대 최다 득점 공동 4위에 올랐다. 그는 노르웨이가 브라질과의 친선경기에서 4-2로 이기자 플로나우두 (Flonaldo, 당시 세계 최고의 스트라이커로 평가받은 호나우두의 말장난) 라는 별명이 붙었다. 플로는 노르웨이 국가대표로 1998년 FIFA 월드컵에 참가하였고, 전 대회 우승팀 브라질과의 경기에서 골로 2-1 승리를 견인하며, 팀의 16강 진출에 큰 공을 세웠다. 플로는 2004년에 가족과 더 많은 시간을 보내기 위해 국가대표팀 은퇴를 선택하였다.

## 사생활
플로는 축구가문 출신으로, 그의 가문은 7명의 티펠리겐 선수들을 배출하였다. 그의 형 요스테인 플로와 사촌형 호바르 플로는 해외 클럽 활약 경험이 있으며, 국가대표팀에 차출되기도 하였다. 그의 또다른 형들인 콀 루네 플로와 야를 플로도 티펠리겐의 소그날에서 활약하였다. 플로는 버밍엄 시티의 지지자이다.

### 토레 안드레 플로 아카데미
2010년 6월, 플로는 자신의 축구 아카데미를 설립하기 위해 지역 축구 감독인 신 폴크너의 도움을 받았다. 이 아카데미는 여러 학교, 종합 스포츠 클럽 단체, 공휴일 캠프에 5세에서 17세까지의 축구에 재능있는 아이들을 위해 운영된다. 이 아카데미는 주로 버크셔 지역에서 운영되고 있으나, 최근 몇달간 이 아카데미는 햄프셔나 서리 등의 여러 지역으로 확산되었다. 플로는 아카데미 코칭에 접근을 위해 스스로 코칭 세션에 자주 참가하며, 현역 시절의 경험을 차세대 선수들에게 전수하고 있다.

## 경력 통계
| 클럽 통계  | 클럽 통계       | 클럽 통계    | 리그 | 리그 | 컵            | 컵            | 리그 컵 | 리그 컵 | 대륙 | 대륙 | 합계 | 합계 |
| 시즌       | 클럽            | 리그         | 출장 | 골   | 출장          | 골            | 출장    | 골      | 출장 | 골   | 출장 | 골   |
| 노르웨이   | 노르웨이        | 노르웨이     | 리그 | 리그 | 노르웨이      | 노르웨이      | 리그 컵 | 리그 컵 | 유럽 | 유럽 | 합계 | 합계 |
| ---------- | --------------- | ------------ | ---- | ---- | ------------- | ------------- | ------- | ------- | ---- | ---- | ---- | ---- |
| 1993       | 송달            | 1. 디비숀    | 22   | 16   | 3             | 5             | -       | -       | -    | -    | 22   | 16   |
| 1994       | 송달            | 티펠리겐     | 22   | 5    | 3             | 3             | -       | -       | -    | -    | 22   | 5    |
| 1995       | 트롬쇠          | 티펠리겐     | 26   | 18   | ?             | ?             | ?       | ?       | ?    | 4    | ?    | ?    |
| 1996       | 브란            | 티펠리겐     | 24   | 19   | ?             | ?             | ?       | ?       | ?    | 2    | ?    | ?    |
| 1997       | 브란            | 티펠리겐     | 16   | 9    | -             | -             | -       | -       | -    | -    | 16   | 9    |
| 잉글랜드   | 잉글랜드        | 잉글랜드     | 리그 | 리그 | FA컵          | FA컵          | 리그 컵 | 리그 컵 | 유럽 | 유럽 | 합계 | 합계 |
| 1997–98    | 첼시            | 프리미어리그 | 34   | 11   | 1             | 0             | 4       | 2       | 5    | 2    | 44   | 15   |
| 1998–99    | 첼시            | 프리미어리그 | 30   | 10   | 3             | 0             | 3       | 1       | 9    | 2    | 45   | 13   |
| 1999–2000  | 첼시            | 프리미어리그 | 34   | 10   | 6             | 1             | 1       | 0       | 16   | 8    | 57   | 19   |
| 2000–01    | 첼시            | 프리미어리그 | 14   | 3    | 0             | 0             | 1       | 0       | 2    | 0    | 17   | 3    |
| 스코틀랜드 | 스코틀랜드      | 스코틀랜드   | 리그 | 리그 | 스코틀랜드 컵 | 스코틀랜드 컵 | 리그 컵 | 리그 컵 | 유럽 | 유럽 | 합계 | 합계 |
| 2000–01    | 레인저스        | 프리미어리그 | 19   | 11   | 2             | 2             | 1       | 0       | 0    | 0    | 22   | 13   |
| 2001–02    | 레인저스        | 프리미어리그 | 30   | 18   | 3             | 2             | 2       | 1       | 7    | 1    | 42   | 22   |
| 2002–03    | 레인저스        | 프리미어리그 | 4    | 0    | 0             | 0             | 0       | 0       | 0    | 0    | 4    | 0    |
| 잉글랜드   | 잉글랜드        | 잉글랜드     | 리그 | 리그 | FA컵          | FA컵          | 리그 컵 | 리그 컵 | 유럽 | 유럽 | 합계 | 합계 |
| 2002–03    | 선덜랜드        | 프리미어리그 | 29   | 4    | 2             | 0             | 1       | 2       | 0    | 0    | 32   | 6    |
| 이탈리아   | 이탈리아        | 이탈리아     | 리그 | 리그 | 코파 이탈리아 | 코파 이탈리아 | 리그 컵 | 리그 컵 | 유럽 | 유럽 | 합계 | 합계 |
| 2003–04    | 시에나          | 세리에 A     | 33   | 8    | -             | -             | -       | -       | -    | -    | 33   | 8    |
| 2004–05    | 시에나          | 세리에 A     | 30   | 5    | 1             | 2             | -       | -       | -    | -    | 31   | 7    |
| 노르웨이   | 노르웨이        | 노르웨이     | 리그 | 리그 | 노르웨이      | 노르웨이      | 리그 컵 | 리그 컵 | 유럽 | 유럽 | 합계 | 합계 |
| 2005       | 볼레렌가        | 티펠리겐     | 8    | 0    | -             | -             | -       | -       | -    | -    | 8    | 0    |
| 2006       | 볼레렌가        | 티펠리겐     | 16   | 4    | -             | -             | -       | -       | -    | -    | 16   | 4    |
| 잉글랜드   | 잉글랜드        | 잉글랜드     | 리그 | 리그 | FA컵          | FA컵          | 리그 컵 | 리그 컵 | 유럽 | 유럽 | 합계 | 합계 |
| 2006–07    | 리즈 유나이티드 | 챔피언십     | 1    | 1    | 1             | 0             | 0       | 0       | 0    | 0    | 3    | 1    |
| 2007–08    | 리즈 유나이티드 | 리그 1       | 22   | 3    | 0             | 0             | 0       | 0       | 0    | 0    | 22   | 3    |
| 2008–09    | 밀턴케인스 던스 | 리그 1       | 11   | 0    | 0             | 0             | 0       | 0       | 0    | 0    | 11   | 0    |
| 노르웨이   | 노르웨이        | 노르웨이     | 리그 | 리그 | 노르웨이      | 노르웨이      | 리그 컵 | 리그 컵 | 유럽 | 유럽 | 합계 | 합계 |
| 2011       | 송달            | 티펠리겐     | 9    | 2    | 0             | 0             | 0       | 0       | 0    | 0    | 9    | 2    |
| 2012       | 송달            | 티펠리겐     | 13   | 0    | 1             | 0             | 0       | 0       | 0    | 0    | 14   | 0    |
| 합계       | 노르웨이        | 노르웨이     | 142  | 71   | 6             | 8             | ?       | ?       | ?    | 6    | ?    | ?    |
| 합계       | 잉글랜드        | 잉글랜드     | 201  | 43   | 14            | 1             | 10      | 5       | 32   | 12   | 254  | 61   |
| 합계       | 스코틀랜드      | 스코틀랜드   | 68   | 34   | 5             | 4             | 3       | 1       | 7    | 1    | 83   | 40   |
| 합계       | 이탈리아        | 이탈리아     | 63   | 13   | -             | -             | -       | -       | -    | -    | 63   | 13   |
| 경력 합계  | 경력 합계       | 경력 합계    | 467  | 160  | 24            | 13            | 13      | 6       | 39   | 13   | 543  | 192  |

## 수상

### 브란
- 티펠리겐 준우승: 1997

### 첼시
- FA컵: 1999–2000
- FA 커뮤니티 실드: 2000
- 풋볼 리그 컵: 1997–98
- UEFA 슈퍼컵: 1998
- UEFA 컵위너스컵: 1998

### 레인저스
- 스코틀랜드 컵: 2001–02
- 스코틀랜드 리그 컵: 2001–02

### 리즈 유나이티드
- 풋볼 리그 1 플레이오프 준우승: 2008